# Tatarsk
Tatarsk è una città della Russia siberiana sudoccidentale, situata nella parte occidentale della steppa di Barabinsk, 457 km a ovest del capoluogo Novosibirsk. È capoluogo del rajon Tatarskij, anche se costituisce un'unità amministrativa a sé stante, dipendente direttamente dalla oblast'.
L'insediamento di Tatarsk venne fondato nel 1911 in seguito all'accorpamento dei preesistenti centri di Stancionnyj e di Staraja Tatarka; ottenne lo status di città nel 1925.

## Società

### Evoluzione demografica
Fonte: mojgorod.ru
- 1926: 9.200
- 1959: 30.800
- 1979: 30.900
- 1989: 30.400
- 2000: 30.200
- 2008: 26.000